# Cyrtopodion potoharense
Cyrtopodion potoharense là một loài thằn lằn trong họ Gekkonidae. Loài này được Khan mô tả khoa học đầu tiên năm 2001.